# Jean-Michel Rivet
Pour les articles homonymes, voir Rivet (homonymie).
 (novembre 2008).
Si vous disposez d'ouvrages ou d'articles de référence ou si vous connaissez des sites web de qualité traitant du thème abordé ici, merci de compléter l'article en donnant les références utiles à sa vérifiabilité et en les liant à la section « Notes et références ».
Jean-Michel Rivet est un compositeur de musique électroacoustique français. Il vit à Montcaret, en Dordogne.
Il est membre du Studio de Création et de Recherche en Informatique et Musique Électroacoustique (SCRIME) à l'université Bordeaux-I et de l’association de compositeurs Octandre et de l'Ouvroir de musique potentielle (Oumupo).
Il est également diplômé des Beaux-Arts et a fait sa formation à l’Institut de musique électroacoustique de Bourges puis au Conservatoire à rayonnement régional de Bordeaux (médaille d’or, prix de la SACEM).

## Œuvres
- Des oiseaux, Bordeaux, 1975
- Méli-Mélo, Bordeaux, 1979
- Soleil grec, Bordeaux, 1983
- Nova draconnis, Leognan, 1988
- Maëlestrom, Bordeaux, 1989
- Embrasement, Paris 1993
- Étude aux sons cannelés, synthétiseur : G. Kurtag, Agen, 1993
- Elle somnole jolie, voix : R.M. Duluc, D. Inezzarene, M. Poncé. Bordeaux, 1994
- La Chute d’Icare, voix : M. Poncé, M. Allemandou, Bordeaux, 1996
- Les Mains brisées, Bordeaux, 1997
- Pirouettes et pieds de nez, Vérone, Italie, 1997
- Pinochio, avec M. Fanny, Bordeaux, 1998
- Poème à Gargamelle, Bordeaux, 1999
- Frôlements d’elle, 2001
- Train de nuit, pour violoncelle et bande, cocomposé avec H. Descapenteries, 2003
- Romance, en quatre saynètes, 2003
- Pique-nique sur le bord de la RN 113, 2004
- Naufrage, 2005
- Poème à Gargamelle Alcofribas, 2005
- Où est ma chambre à coucher, 2006
- Les Deux Messieurs, texte de Kurt Sweitters avec Martine Valette, comédienne, 2006
- Dalila I., 2006
- À fleur de quai, 2007
- Vah ma awalo, 2008
- Destructiv Mecanic commando, 2009
- Rebonds, 2010
- Un coup de pioche 2012
- La Forêt 2013
- L'Ascenseur,  2015

### Musiques d’application
- Lumières, avec B. Cazaux Sigma, Bordeaux, 1976
- Babel 333..., Groupe 33, Bordeaux et Munich, RFA, 1979
- Utopia, Groupe 33 Bordeaux et Francfort RFA, 1980
- Plus de lumière..., Groupe 33, Bordeaux, 1982
- Le Songe, Groupe 33, Bordeaux, 1984
- Faust, 1987, Bordeaux
- Médea, Groupe 33, 1990.
- Œdipe, Groupe 33, 1991.
- La peau dure, R. Guérin / J. Deberne, Eysines, 1992
- Le système nerveux du barbeau, Paris, 1993
- Sa majesté les mouches R. Suhas, La Bréde, 1994.
- Sur les pas d’Höderlin, Groupe 33, Bordeaux, Munich, 1995.
- Les Sablonnières, de M. Suffran, Groupe 33, Bordeaux, 1996.
- Tir et Lir, M. Redonnet, Bordeaux, 1997
- Architecture-spectacle, O. Broché, 1981.
- Passantes, ballet pour l’ARC S., Tarraube, 1983.
- Premier chant, pour l’ARC S., Tarraube, 1989.
- Ouvrez donc les portes, K. Braunscheig, Lyon, 1990.
- Le Lac de Constance..., Groupe 33, Bordeaux, 2003
- Les Bacchantes, Groupe 33, Bordeaux, 2003
- Interlude, pour FR3 Toulouse et Bordeaux, 1976.
- Les Tuyaux du mois, générique FR3 Toulouse, avec B. Cazaux, 1977
- Frédéric Durand, exposition de peinture Aéroport d’Orly, Paris, 1975
- Plume, d’H.Michaud, avec J. Arzel, 1979
- Planète Mauriac, parcours-exposition, Cadillac France et Casablanca, Maroc, 1985
- C’est l’histoire de Magella, avec J. Arzel, Atelier de Création Radiophonique de France-Culture, 1987
- Un château dans la tête, avec J. Arzel, Atelier de Création Radiophonique de France-Culture, 1991
- D’une guerre à l’autre, avec J. Arzel, Atelier de Création Radiophonique de France-Culture, 1992
- Suus camin de Garona, musique gasconne, réalisation d’un disque compact, pour “ Gric de Prat ” E. Roulet, 1998
- L'homme qui d'une femme n'avait jamais vu la nudité, Groupe 33, Bordeaux, 2002
- Voyages avec un âne dans les Cévennes, Théâtre S'Amourailles, cocomposée avec L.Bourdin, vielliste, Édimbourg (Écosse), 2004
- H.B. identités,  Gai savoir, M. Allemandou, Boite à Jouer, Bordeaux, 2003
- Hégire, Compagnie Garance, Bordeaux, 2003
- Parcours sonore, au Musée Aubyland, Saint-Magne-de-Castillon (Gironde), 2004
- Journal intime, R. Suhas, Université Bordeaux III, 2005
- Allez les filles, reprise, E.Lampion, 2005
- L'eau montait jusqu'aux tétines des vaches, J.F.Beuzier / A. Leeman / M. Valette, 2005
- 1962, M. Kacimi /Gai savoir /M. Allemandou, Festival de Blaye M.Robidet, Dalila Innezarene, 2005
- La bête de Gevaudan, Théâtre S'Amourailles, Ch.Chaumette
- Cinéconcert", avec Simon Kastelnik, percussionniste, Tabu, 2005
- H.B. Identité le Gai Savoir, théâtre, M. Allemandou, avec M.Robide
- La cavale, C. Battisti, le Gai savoir, théâtre,  M. Allemandou
- Vies à Vies, avec Denise Laborde, Chris Martineau, Cécile Pécondon-Lacroix
- Léonie, donne-moi toute la misère du monde, avec Régine Suhas, mise en scène
- Résonances, Grain de son, Laurence Bourdin
- La Chute Théâtre S'Amourailles, Ch.Chaumette
- Les suppliantes Groupe 33 Bordeaux
- Album À fleur de quai Bordeaux/Paris
- Album " RCR" avec E. Rolin (cuivres) et Kent Carter contrebasse
- musique "Phoenix-Four" Bordeaux
- Création au Festival International de Musique Belfort
- "La joyeuse" Sanguinet (Landes)
- Album Le Monde à l'envers Bordeaux/Paris